# Samtschrecke

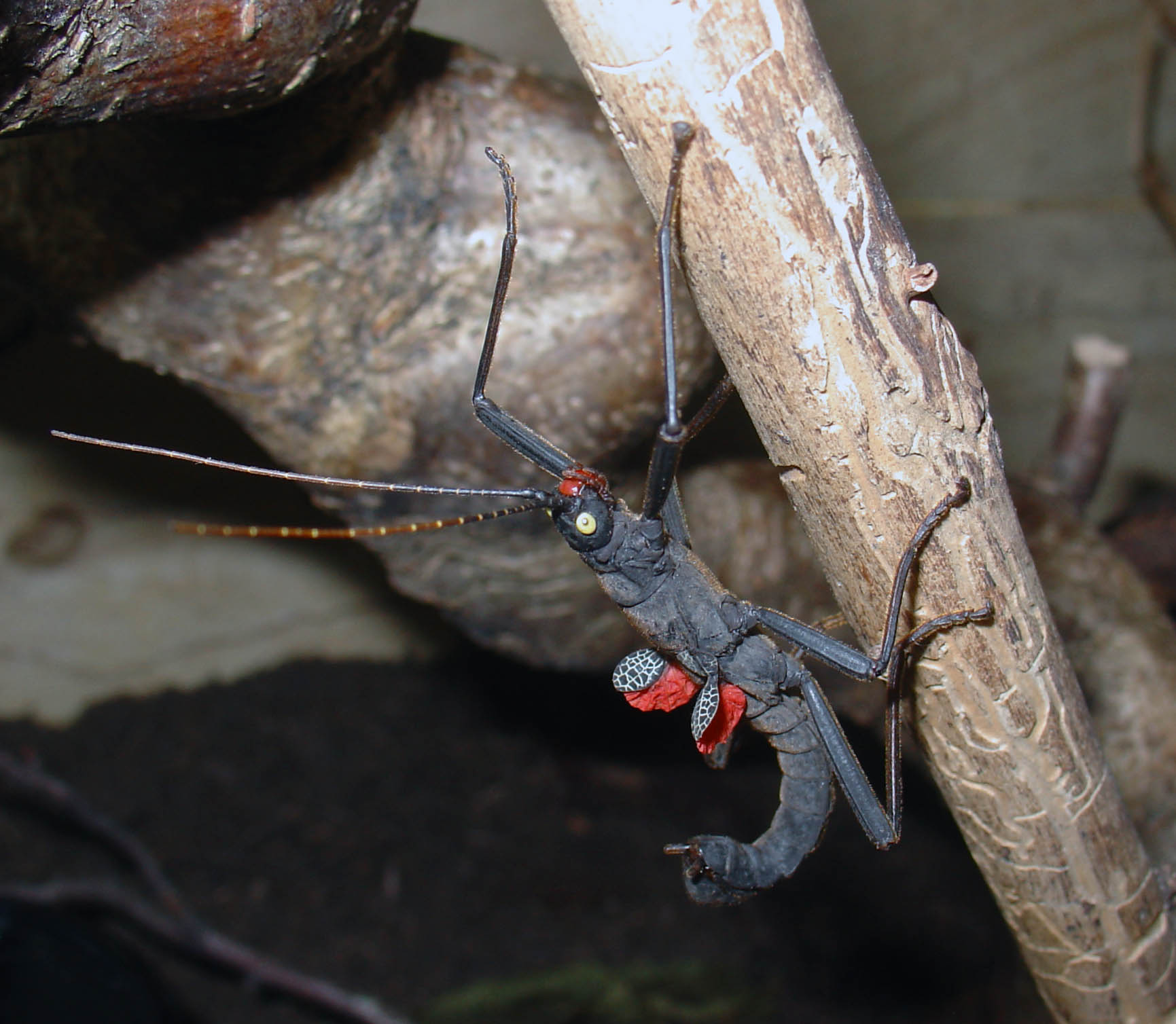
Männchen

Die Samtschrecke, Samtstabschrecke oder Rotgeflügelte Samtschrecke (Peruphasma schultei) ist eine Art aus der Ordnung der Gespenstschrecken. Seltener findet man auch die Trivialnamen Peru-Stabschrecke, Schwarze Pfefferschrecke oder Peruanische Pfefferschrecke, die auf die Heimat und die Nahrungspflanzen der Tiere hinweisen.

## Vorkommen und Entdeckung
Die Samtschrecke wurde 2004 in der Cordillera del Condor im Norden von Peru entdeckt. Dort kommt sie natürlicherweise auf einer Fläche von nur fünf Hektar vor. Da es in diesem Gebiet noch weitere endemische Arten gibt, wurde es von der peruanischen Regierung unter Schutz gestellt. Unter Leitung des deutschen Biologen Rainer Schulte, auf dessen Namen sich der wissenschaftliche Artname bezieht, hat die INIBICO NGO (eine peruanische Naturschutzorganisation) im Rahmen eines Benefiz-Projekts für die Bewohner des Cordillera del Condor Nationalparks unter anderem ein Zuchtprogramm für die Samtschrecke gestartet. Das bis Ende 2007 angesetzte Projekt hatte zum Ziel, jeweils die Hälfte der Nachzuchten auszuwildern beziehungsweise zu verkaufen. Dank der Phasmiden-Liebhaber konnte diese Art vermutlich vor ihrem Aussterben gerettet werden und ist jetzt eine sehr begehrte und nicht seltene Art bei den Phasmidenzüchtern.
Als Holotypus wurde ein männliches Tier an der Universidad Nacional Mayor de San Marcos in Lima hinterlegt.

## Merkmale
Die Weibchen werden 55 bis 70 Millimeter und die Männchen 40 bis 50 Millimeter lang. Die gelben Augen, die gelb geringelten Antennen und die leuchtend rote Oberlippe bilden zum samtschwarzen Körper einen auffallenden Kontrast. Die Hinterflügel sind im hinteren Bereich kräftig rot. Im vorderen Viertel sind sie, genau wie die sehr kleinen, als Tegmina ausgebildeten Vorderflügel, schwarz mit einem auffälligen, weißen Netzmuster.

## Verhalten

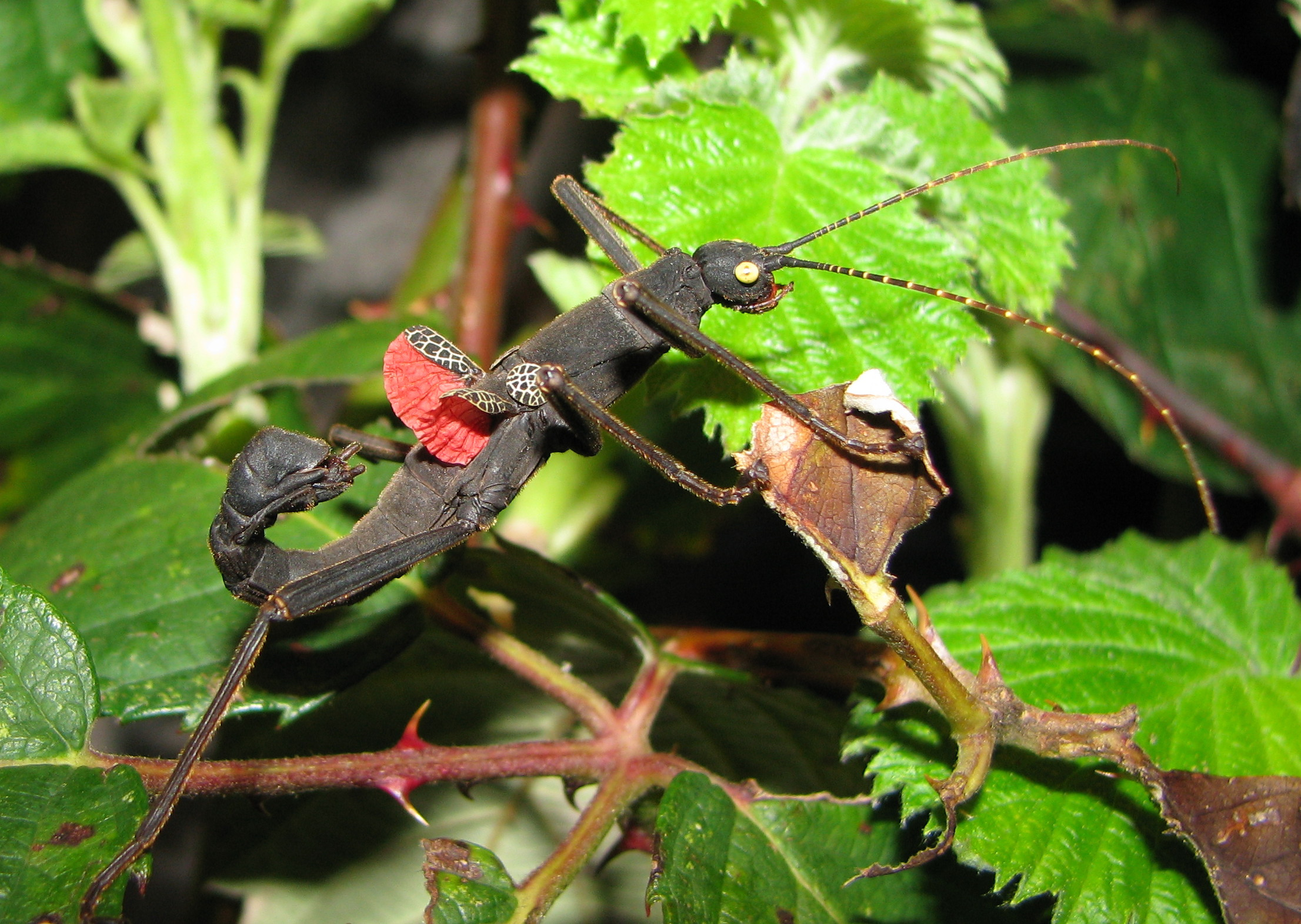
Drohendes Männchen

Die Tiere sind nachtaktiv. Tagsüber verstecken sie sich im dichten Blätterwerk ihrer Nahrungspflanzen, Vertretern der Pfefferbäume (Schinus) wie z. B. des Peruanischen Pfefferbaums (Schinus molle). Wenn die Tiere gestört werden stellen sie ihre bunten Hinterflügel auf, biegen das Abdomenende nach oben oder gar im Bogen in Richtung Abdomenbasis und laufen meist sehr schnell davon. Außerdem können sie ein Wehrsekret versprühen, welches einige Minuten in den Augen, an Schleimhäuten oder in Wunden brennt, jedoch keine bleibenden Schäden anrichtet. Es enthält fast ausschließlich das Dialdehyd Peruphasmal, ein Stereoisomer des Dolichodials.

## Fortpflanzung

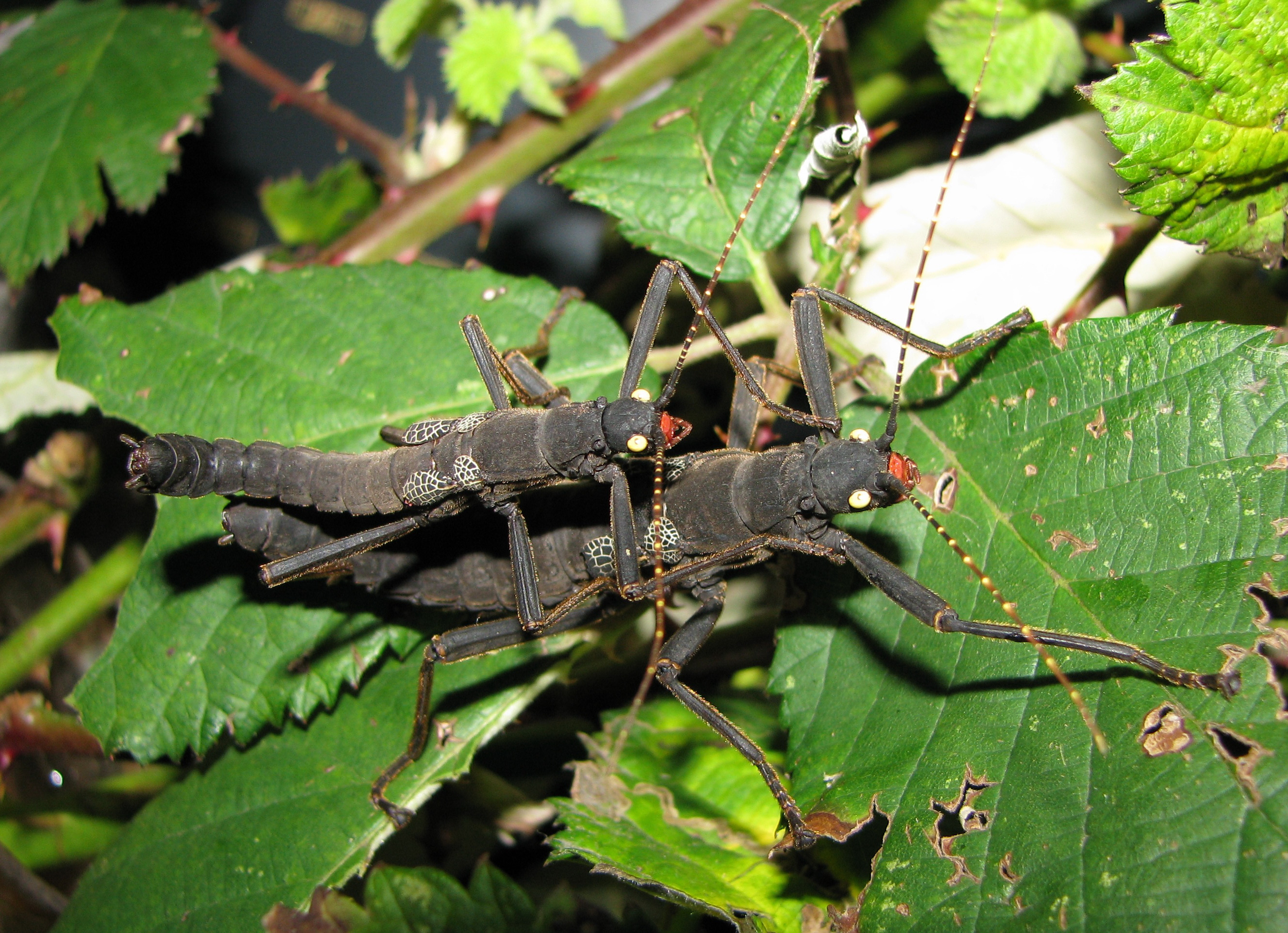
Paar

Erreichen die Tiere die Geschlechtsreife, kommt es zu häufigen, lange andauernden Paarungen, bei denen das Männchen auf dem Rücken des Weibchens herumgetragen wird. Teilweise verlässt das Männchen über Wochen nicht den Rücken des Weibchens. Adulte Weibchen legen über einen Zeitraum von ca. fünf Monaten etwa 125 Eier ab. Diese sind etwa drei bis vier Millimeter lang und zwei Millimeter breit. Nach vier bis sieben Monaten schlüpfen die 10 bis 15 Millimeter langen Nymphen. Diese besitzen zunächst eine bräunliche Färbung und an den beiden Fühlerspitzen jeweils einen breiten weißen Ring. Nach mehreren Häutungen entwickeln die Nymphen die kontrastreiche Färbung ihrer Eltern, bestehend aus roter Oberlippe, gelben Augen, gelb geringelten Fühlern und dem samtig schwarzen Körper. Lediglich die Flügel werden erst bei der Imaginalhäutung ausgebildet. Die Nymphen versammeln sich tagsüber häufig zu Schlafgesellschaften, bei denen mehrere Tiere aufeinander sitzend an der Unterseite von Blättern oder Zweigen hängen. Werden sie gestört, sind zu einer für Gespenstschrecken erstaunlich schnellen Flucht fähig. Sie benötigen je nach Temperatur vier bis sieben Monate, bis sie zur Imago herangewachsen sind.

## Terrarienhaltung
In Gefangenschaft können die Tiere problemlos mit Liguster, aber auch Forsythien oder Flieder, gefüttert werden.
Das Terrarium sollte auf Grund der Größe der Tiere mindestens eine Größe von 30 × 30 Zentimeter haben und 50 Zentimeter hoch sein. Es können problemlos mehrere Tiere vergesellschaftet werden.
Raumtemperatur, also 18–24 °C, ist für eine erfolgreiche Haltung ausreichend. Lediglich Staunässe muss vermieden werden, was am einfachsten durch die Nutzung gut belüfteter Terrarien (z. B. solcher, die einen mit Fliegengitter bespannten Deckel haben) erreicht wird. Die Luftfeuchtigkeit sollte durch regelmäßiges Sprühen (Blumensprüher) etwa zwischen 40 und 60 % liegen.
Die Art wird von der Phasmid Study Group unter der PSG-Nummer 270 geführt und ist mittlerweile in einer Farbvariante bekannt, die rosa bis pink gefärbte Hinterflügel und eine gelbe Oberlippe hat und als „pink wing“ bezeichnet wird.

## Bilder

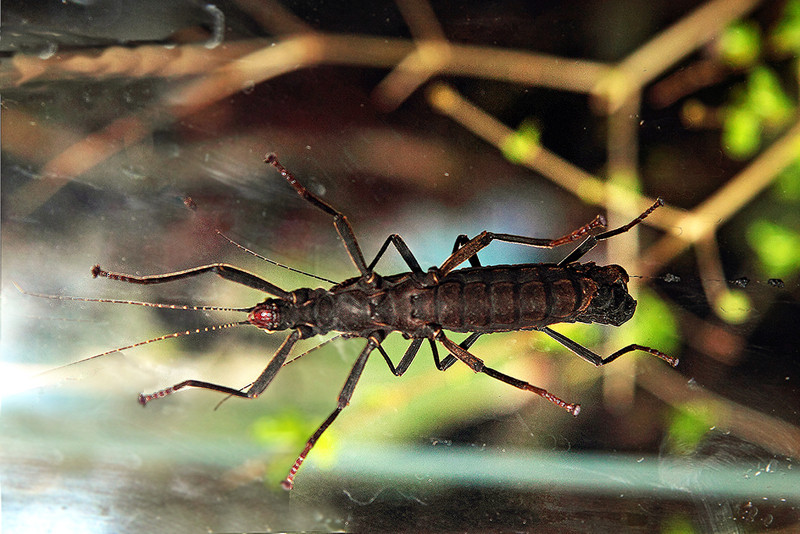
Blick auf die Körperunterseite
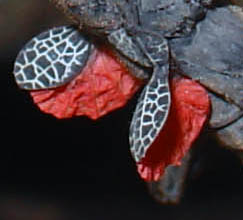
Details der Flügel mit den roten Hinterflügel
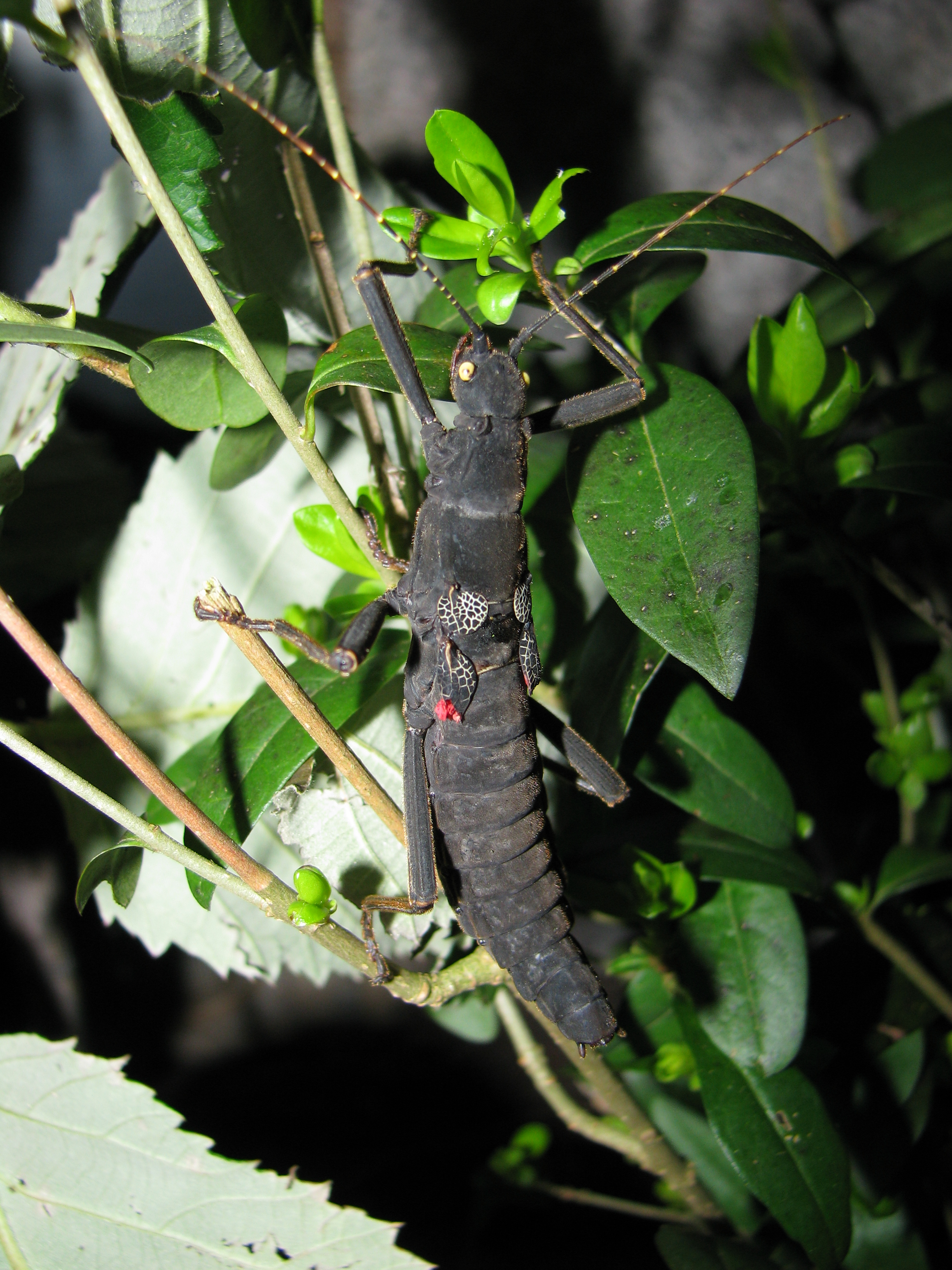
Weibchen
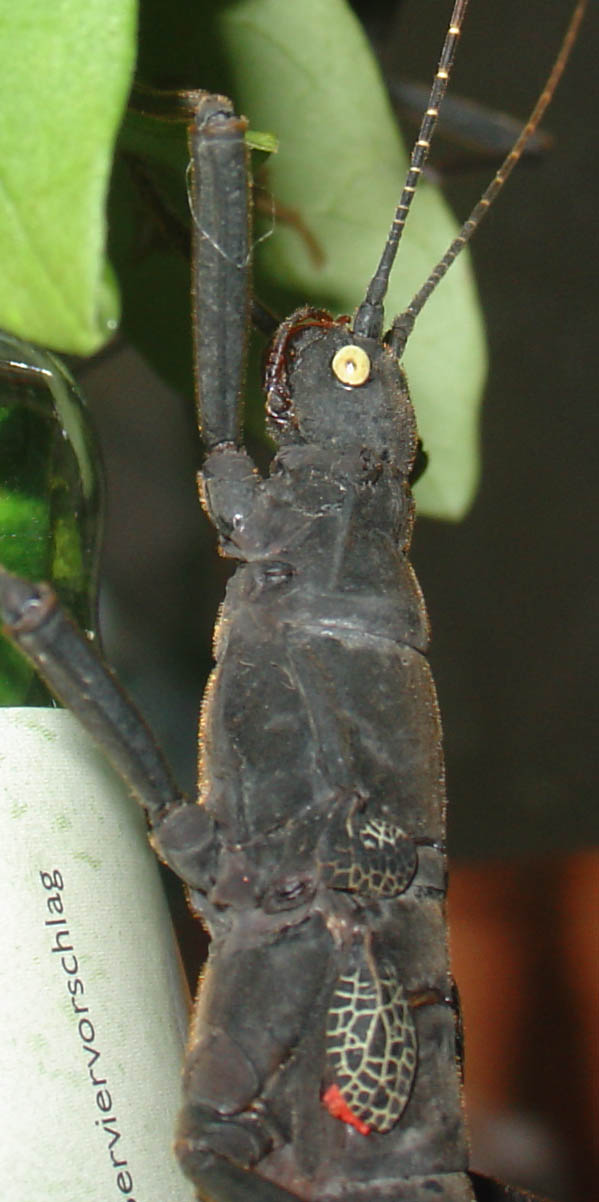
Porträt eines Weibchens
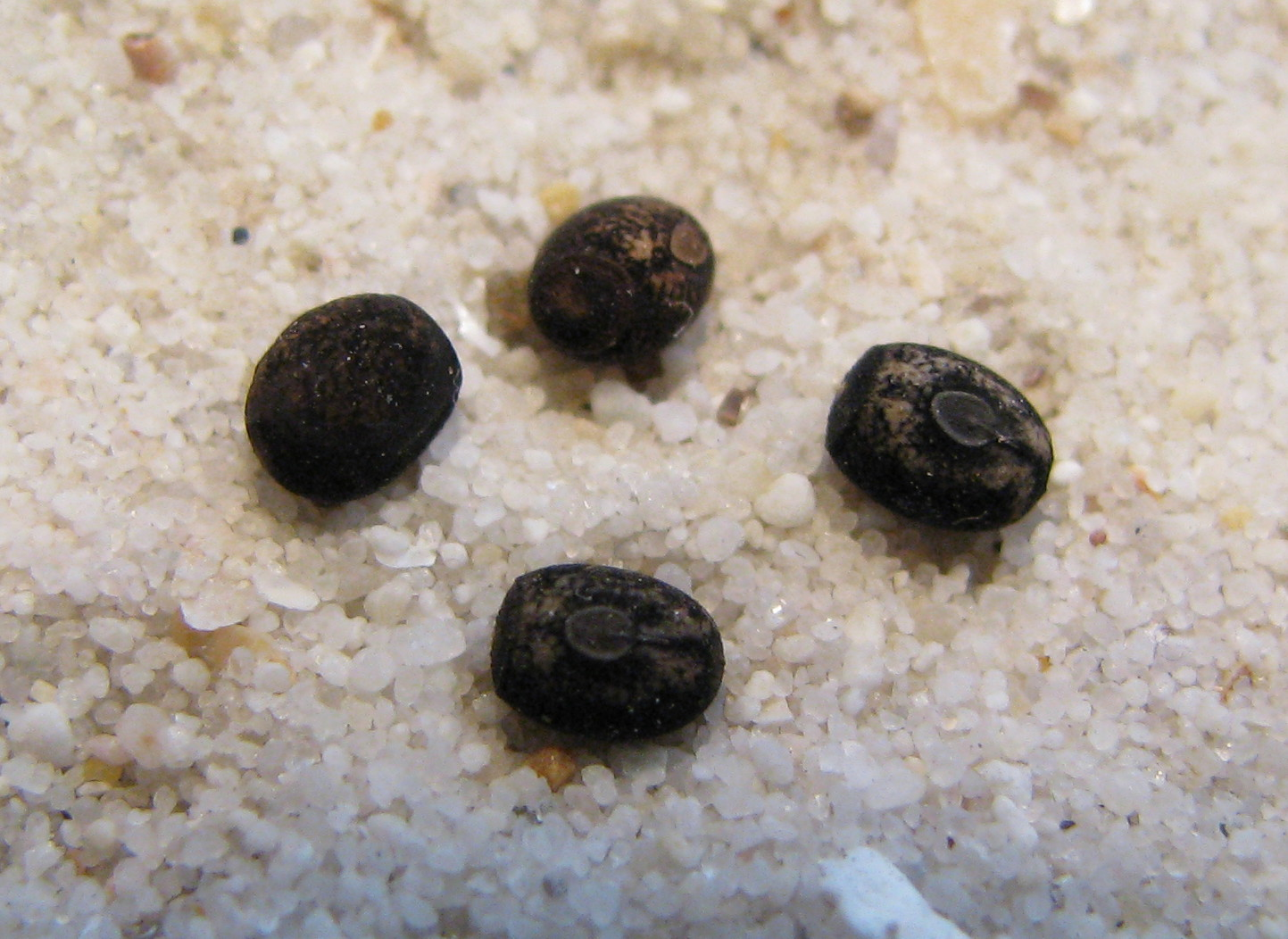
Eier